# Tiger-Miliz

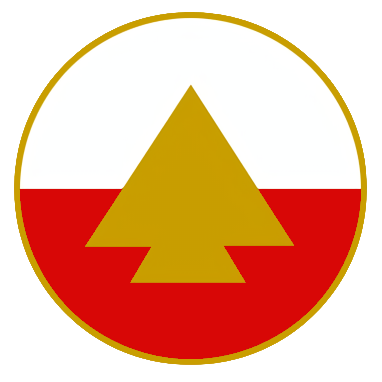
Emblem der Tiger-Miliz und der Nationalliberalen Partei

Tiger-Miliz (arabisch, transkribiert: numur) war während des libanesischen Bürgerkrieges der militärische Flügel der überwiegend christlichen National-Liberalen Partei (NLP).
Die Tiger wurden 1968 gegründet, als katibatu-n-numuri-l-lubnaniya (Die Brigade der libanesischen Tiger) und standen unter der Leitung von Camille Chamoun. Die Gruppe hat ihren Namen von seinem mittleren Namen Nimr, dem arabischen Wort für „Tiger“ abgeleitet. Sie wurden von Naim Berdkan trainiert und durch Chamouns Sohn Dany Chamoun geführt und änderten später ihren Namen in numuru-l-aHrar (Tiger der Liberalen نمور الأحرار).

## Im Bürgerkrieg
Als der Libanesische Bürgerkrieg 1975 begann, hatten die Tiger eine Stärke von 3.500 Freischärlern und bekämpften die Libanesische Nationalbewegung (LNM) und deren palästinensische Verbündete, zu denen ab Ende 1976 auch die Palästinensische Befreiungsorganisation (PLO) gehörte. Die Gruppe war verbündet mit der auch als Phalange bezeichneten Kata’ib-Partei und der Gruppe Wächter der Zedern und war an dem Massaker von Karantina und dem Massaker von Tel al-Zaatar beteiligt, bei dem palästinensische Flüchtlinge die Opfer waren. Im Jahre 1977 bildeten diese Milizen die Forces Libanaises (FL), den militärischen Flügel der Libanesischen Front. Die Macht in den Forces Libanaises wurde bald von ihrer dominierenden Gruppierung übernommen, der Phalange-Miliz unter Bachir Gemayel.
1980 erlitten die Tiger schwere Verluste (mehrere Hundert wurden getötet) und wurden als Kampfeinheit durch Gemayels Miliz vernichtet. Gemayel beabsichtigte, die LF unter seinem Kommando als die einzige Christen-Miliz durchzusetzen und die Marada-Brigade von Suleiman Frangieh erlitten das gleiche Schicksal. Dany Chamoun floh nach Syrien und nahm danach seinen Sitz in West-Beirut. Letztlich kehrte er nach Ost-Beirut zurück, wo er 1990 einem Attentat zum Opfer fiel.

## Weblink
- Eine der Tiger-Miliz gewidmete Website (englisch)